# Xop del Molí del Bou
El Xop del Molí del Bou (Populus x canadensis) és un pollancre del Canadà exuberant que es troba a l'Espluga de Francolí (la Conca de Barberà), el qual és un dels polls canadencs més grans de tot Catalunya.

## Dades descriptives
- Perímetre del tronc a 1,30 m: 4,18 m.
- Perímetre de la base del tronc: 4,79 m.
- Alçada: 24,53 m.
- Amplada de la capçada: 21,25 m.
- Altitud sobre el nivell del mar: 398 m.[1]

## Entorn
Es troba en una horta amb ribera fèrtil, anomenada l'horta de Baix, on hi ha una petita séquia just al costat del pollancre i una bassa amb un vell molí fariner abandonat. Hi són comuns les oliveres, les nogueres i algun altre fruiter. Hi ha força plantes aquàtiques (salicària, creixen, llentia d'aigua, canyaferla i cua de cavall). Pel que fa a les herbes comunes, hi creix ortiga, tomaquera del diable, évol, margall, cugula, rosella, morella de paret, mercurial, amarant, herba dels leprosos, esbarzer i heura amb una interessant orquídia que la parasita, el frare de l'heura (Orobanche hederae). Hi són comuns dos tipus de caragols, força preuats a les caragolades de la zona: el vinyal (Otala punctata) i la carragina (Pseudotachea splendida). La fauna vertebrada més comuna està formada per la granota verda, el gafarró, la cadernera, l'oreneta i l'oreneta cuablanca.

## Aspecte general
En general, té un aspecte vigorós: n'és un senyal que suportés un petit huracà que va tombar multitud d'arbres a l'Espluga de Francolí el 31 d'agost del 1994. No s'aprecien ni ferides ni sequera al tronc, tot i que un dels ulls de creixement sí que està sec, segurament des de fa uns quants anys. També s'hi observa activitat bacteriana en alguna ferida mal tancada. L'estat del verd de l'arbre, però, és correcte. Hi ha diverses gales de cinípids a les fulles i alguns fitòfags, però no malmeten la salut de l'arbre.

## Observacions
Està situat al peu d'una séquia que porta aigua als regants i, per això, té un creixement favorable per l'elevada disponilitat d'aigua. És un arbre d'ombra per a la gent que treballa a l'horta: a l'estiu troben sota la capçada l'aixopluc d'ombra necessari per a fer els espais de repòs i recuperació.

## Accés
Des de la carretera N-240 (que va de Montblanc a l'Espluga de Francolí) cal prendre la carretera TV-7001, la qual dona accés al poble. Just uns 100 metres abans d'arribar al pont que hi ha a l'entrada del poble, veurem, a la nostra esquerra, un mur mig enrunat amb un caminet. L'agafem i just al final del mur ja albirarem el gran pollancre sencer, ja que es veu perfectament des de la carretera. GPS 31T 0342016 4584394.